# Roman Plenkiewicz
Roman Ignacy Plenkiewicz (ur. 20 stycznia 1833 w Skorczowie, powiat pińczowski, zm. 4 października 1910 w Warszawie) – polski historyk literatury, literat, członek Towarzystwa Naukowego Warszawskiego, encyklopedysta.

## Życiorys
Był synem Stanisława (rządcy majątków ziemskich) i Antoniny z Grządzińskich. W 1849 ukończył Szkołę Wyższą Realną w Kielcach, później sam dokształcał się w dziedzinie historii i historii literatury. Pracował jako nauczyciel, początkowo w domach szlacheckich w Kielcach (1849–1852), następnie w szkołach prywatnych w Miławczycach i Czaryżu (1852–1860) oraz w gimnazjum J. N. Leszczyńskiego w Warszawie (1861–1862). Od 1862 był profesorem języka polskiego w gimnazjum w Płocku, w latach 1865–1866 i 1875–1887 w II gimnazjum w Warszawie, 1866–1875 w gimnazjum w Piotrkowie Trybunalskim. W latach 1876–1895 pełnił funkcję profesora języka polskiego i historii w Szkole Handlowej Kronenberga w Warszawie. Od 1895 pracował jako sekretarz Komitetu Nadzorczego Towarzystwa Kredytowego Miejskiego w Warszawie.
W 1908 został członkiem wybranym Towarzystwa Naukowego Warszawskiego. Publikował na łamach „Rocznika Piotrkowskiego” (1871–1876) i „Tygodnia” (1873–1875), był redaktorem Encyklopedyi wychowawczej (od 1900). Ogłosił m.in. powieść Perła zatracona (1872), opis Z wycieczki w Tatry Wschodnie (1873) oraz wiersze.
W pracy naukowej zajmował się historią literatury polskiego Odrodzenia, historią oświaty, dydaktyką ogólną. Janowi Kochanowskiemu poświęcił obszerną monografię życia i twórczości, z uwzględnieniem szerokiego tła dziejowego (Jan Kochanowski, jego ród, żywot i dzieła, 1897). Wydał kilkaset dokumentów Akt sądowych z wieku XVI (1903), związanych z działalnością Kochanowskiego. Omówił poglądy wychowawcze Mikołaja Reja (Mikołaja Reya z Nagłowic etyka, 1905). Pisał na temat zadań nauczyciela w kształceniu początkowym, przygotował program nauczania historii literatury polskiej na poziomie gimnazjum, wskazywał na konieczność nauczania języków klasycznych w szkolnictwie średnim. Gromadził materiały do monografii historycznej Szkoły Handlowej Kronenberga. Działał w instytucjach kulturalnych i charytatywnych, ogłosił przekład Śpiew i Mignon Goethego (1870).

## Publikacje
Był encyklopedystą oraz w latach 1900-1914 członkiem komitetu redakcyjnego Encyklopedii Wychowawczej. Napisał również:
- Uwagi o dziełach pomocniczych do wykładu nauk w zakładach średnich (1865)
- Opis miasta Petrokowa, zwanego niegdyś Piotrkowem Trybunalskim (1871)
- Krytyka (1879)
- „Faust” i jego przekłady u nas (1888)
- Historia literatury polskiej na tle dziejów narodu[2] (1889)
- Goethe (1890)
- Kształcenie młodzieży. Nauczanie początkowe i średnie[3] (1898)
- Historia literatury powszechnej w zarysie[4] (1906)